# Реляційна система керування базами даних
Реляційна система керування базами даних (РСКБД; інакше Система керування реляційними базами даних, СКРБД) — СКБД, що керує реляційними базами даних.
Поняття реляційний (англ. relation — відношення) пов'язане з розробками відомого англійського спеціаліста в області систем баз даних Едгара Кодда (Edgar Codd).
Ця модель характеризується простотою структури даних, зручним для користувача табличним представленням і можливістю використання формального апарату алгебри відношень і реляційного обчислення для обробки даних.
Реляційна модель орієнтована на організацію у вигляді двовимірних таблиць. Кожна реляційна таблиця являє собою двовимірний масив і має такі властивості:
- кожний елемент таблиці — один елемент даних
- всі комірки в стовпці таблиці однорідні, тобто всі елементи в стовпці мають однаковий тип
- кожний стовпець має унікальне ім'я
- однакові рядки в таблиці відсутні
- порядок наступності рядків і стовпців може бути довільним

Базовими поняттями реляційних СКБД є:
- атрибут
- відношення
- кортеж